# Danilo Di Prete
Danilo Di Prete (Pisa, 17 de junho de 1911 — São Paulo, 8 de março de 1985) foi um pintor, ilustrador e cartazista ítalo-brasileiro.

## Exposições Coletivas
- 1932 - 2º Prêmio - Esposizione di Caselli - (Luca)
- 1933 - 2º Prêmio - Esposizione dei Giovani (Livorno)
- 1933 - Prêmio aquisição - Golfo de La Spezia (La Spezia)
- 1938 - 1º Prêmio del colore - Esposizione di Viareggio (Viareggio)
- 1939 - Prêmio aquisição - Esposizione degli Artisti Toscani (Florença)
- 1940 - Prêmio aquisição - Esposizione di Cremona (Cremona)
- 1940 - Intercâmbio cultural Itália - Alemanha - Hannover e Dusseldorf artisti italiani in armi (Roma, Viena, Berlim, Dusseldorf)
- 1941 a 1944 - Exposizione Nazionale (Nápoles)
  - Exposizione Nazionale (Florença)
  - Quadriennale di Roma (Roma)
- 1946 a 1950 - 23 Primeiros Prêmios em concursos para cartazes –
  - Exposições de propaganda, como representante do Brasil (Alemanha, USA, França)
  - Salão Nacional de Arte Moderna (Rio de Janeiro)
  - Salão Paulista de Arte Moderna (São Paulo)
- 1950 - Prêmio para os melhores cartezistas - 30 anos de Cartazes - (Nova York)
- 1952 a 1953 - Prêmio aquisição e isenção do juri Salão Nacional de Arte Moderna do Rio de Janeiro.
  - 2º Prêmio s.a.p.s
- 1953 - 2º Bienal de São Paulo
- 1955 - 3º Bienal de São Paulo
- 1957 - 4º Bienal de São Paulo
  - Medalha de ouro - Salão Paulista de Arte Moderna (São Paulo)
- 1958- 2º Prêmio " Governo do Estado " Salão Paulista de Arta Moderna (São Paulo)
- 1959- Medalha de Ouro - Salão Paulista de Arte Moderna (São Paulo)
- 1959- 5º Bienal de São Paulo - Prêmio Oderbrecht
  - Prêmio de aquisição - Museum of Modern Art Dallas (USA)
- 1960 - Bienal de Venezia
- 1961 - 6º Bienal de São Paulo - Sala Especial
  - Prêmio " Garaffa " 1º Bienal de Córdoba (Argentina)
- 1963 - 7º Bienal de São Paulo - 1º Prêmio - Concurso Internacional para cartazes
- 1964 - Exposições Coletivas (Roma, Hannover, Tel Aviv, Bruxelas, Washington, Londres)
- 1965 - 8º Bienal de São Paulo - 1º Prêmio - Pintura.
- 1966 - Prêmio Internacional "Il Fiorino" (Firenze - Itália) - Medalha de ouro
  - Galeria Navicella (Viareggio)
- 1967 - 9º Bienal de São Paulo, Sala Especial
  - Recebe a cruz e título de" Cavaliere Ufficiare della Republica Italiana" pelo seu desempenho artístico fora da Itália, seu país de origem.
- 1969 - 10 º Bienal de São Paulo - Sala Especial - Prêmio Aquisição Itamaraty.
- 1970 - Individual - Punta Del Este - Uruguai
  - 2º Bienal de Medelim, Colômbia
- 1971 - 11º Bienal de São Paulo - Sala Especial - Prêmio Aquisição - Arte Cinética
- 1972 - Museu de Arte Moderna, Mineápolis, USA
  - 3ª Bienal de Medellin, Colômbia
- 1973 - 12º Bienal de São Paulo - Sala Especial - Prêmio Aquisição Itamaraty -Geometria Semovente
- 1975 - 13º Bienal de São Paulo - Sala Brasília
- 1982- Medalha Cicillo Matarazzo - Centro Cultural Francisco Matarazzo
- 1984 / 1985 - Os Grandes Mestres do Abstracionismo Brasileiro - SAM (Sociedade dos Amigos das Artes) - Exposição Internacional

## Exposições Póstumas
- 1985 - "Homenagem à Memória de Danilo Di Prete" - Pag. 250 do Catálogo Geral da 18ª Bienal de São Paulo.
  - Mostra "Tradição e Ruptura" - Fundação Bienal de São Paulo - Síntese de Arte e Cultura Brasileira
  - Galleria Chap Chap - Homenagem Póstuma - O Mundo Cósmico de Danilo di Prete
  - Câmara do comércio de Lucca
- 1986 - Museu de Arte Contemporânea José Pancetti (Campinas)
- 1989 - Pintura Abstrata Efeito "Bienal " (1954 - 1963)
- 1994 - Mostra "Brasil Século XX” (São Paulo)